# Стадняк білоголовий
Стадняк білоголовий (Pomatostomus temporalis) — вид горобцеподібних птахів родини стаднякових (Pomatostomidae).

## Поширення
Вид поширений на значній території Австралії, в північних, центральних та східних районах, а також у Новій Гвінеї на південь від річки Флай.

## Опис
Це птахи середнього розміру, завдовжки 23-27 см, вагою 60-85 г. Серпоподібний дзьоб зігнутий донизу. Ноги міцні та довгі. Хвіст також досить довгий, клиноподібний. Крила округлі.
Основне оперення темно-коричневого забарвлення. Вершина голови, горло та груди білі.

## Спосіб життя
Мешкають серед чагарникових заростів з переважанням евкаліпта. Трапляються невеликими зграями до 20 особин, що складаються з племінної пари та молодняка кількох попередніх виводків. Активні вдень. Ночують у спільних гніздах. Живляться комахами, іншими безхребетними, ягодами, насінням. Здатні розмножуватися протягом року, але обирають переважно вологий період між липнем та січнем. Утворюють моногамні пари. Кулясте гніздо діаметром 50 см будується всіма членами групи у роздвоєнні стовбура акації або казуарини. У гнізді 1-3 яйця. Інкубація триває 20 днів. Насиджує самиця, самець в цей час годує та охороняє партнерку. У догляді за пташенятами бере участь уся зграя. Через 20 днів пташенята вже здатні до польоту.